# Hallianthus
Genre
Classification phylogénétique
Hallianthus H.E.K.Hartmann est un genre de plante de la famille des Aizoaceae.
Hallianthus H.E.K.Hartmann, in Bot. Jahrb. Syst. 104: 167 (1983) ; et in Biblioth. Bot. 136: 54 (1983)
Type : Hallianthus planus (L.Bolus) H.E.K.Hartmann (Mesembryanthemum planum L.Bolus)

## Liste d'espèces
- Hallianthus griseus S.A.Hammer & U.Schmiedel
- Hallianthus planus (L.Bolus) H.E.K.Hartmann